# Happily Ever After (película de 1990)
Happily Ever After (conocida en Latinoamérica como Blancanieves y el castillo encantado) es una película de animación estadounidense de 1993 dirigida por John Howley y protagonizada por Dom DeLuise, Phyllis Diller, Zsa Zsa Gabor, Edward Asner, Sally Kellerman, Irene Cara, Carol Channing y Tracey Ullman. Es una continuación de la historia de "Blancanieves", donde la heroína titular y el príncipe están a punto de casarse, pero el malvado hermano de la Reina, Lord Maliss, desea vengarse de ellos.

## Reparto
- Irene Cara es Blancanieves.
- Malcolm McDowell es Lord Maliss.
- Phyllis Diller es Madre Naturaleza.
- Michael Horton es el príncipe.
- Dom DeLuise es el espejo mágico.
- Carol Channing es Muddy.
- Zsa Zsa Gabor es Blossom.
- Linda Gary es Marina y Critterina.
- Sally Kellerman es Sunburn.
- Tracey Ullman es Thunderella y Moonbeam.
- Frank Welker es Batso.
- Edward Asner es Scowl.